# Eugenia tachirensis
Eugenia tachirensis là một loài thực vật có hoa trong Họ Đào kim nương. Loài này được Steyerm. mô tả khoa học đầu tiên năm 1957.